# Zamek w Rzyszczowie
Zamek w Rzyszczowie – zamek wybudowany w XVI w. w miasteczku Rzyszczów.

## Opis położenia
Eryk Lassota von Steblau (1550–1616), poseł cesarza Rudolfa II Habsburga, przebywając w Rzyszczowie, w dniach 11–28 maja 1596 roku, pisał, że położone koło przeprawy przez rzekę Dniepr miasteczko było ufortyfikowane i posiadało zamek Andrzeja Chaleckiego (1530–1596).

## Historia
Po śmierci Andrzeja Rzyszczów otrzymali jego synowie Franciszek i Józefian (ur. przed 1596). Józefian był późniejszym dziedzicem całego majątku, który następnie sprzedał Aleksandrowi Konstantemu Woroniczowi (ur. ca 1620), cześnikowi, podkomorzemu kijowskiemu, posłowi na sejm. Ten właściciel wzniósł nowy, dobrze umocniony zamek na górze. Jerzy Daniel Woronicz (zm. 1681) w 1644 r. sprzedał własność Januszowi Tyszkiewiczowi, wojewodzie kijowskiemu. W 1649 roku Rzyszczów zajęli Kozacy. Okolice zamku były miejscem przeprawy armii króla Jana Kazimierza w pochodzie na Moskwę 10 listopada 1664 roku. Podczas buntu Janenko w 1678 r. Semen Samojłowicz obległ zamek, w którym bronił się Truszczenko – stronnik  Janenki. Podczas walk oblężonym brakowało wody, więc topili śnieg. Gdy śnieg stopniał od ognia pili kwas buraczany. W trakcie walk drewniane opasania oraz trzy narożne baszty zostały rozbite. Po oblężeniu Samojłowicz zdobył i spalił zamek a załogę wziął do niewoli. Po 1739 r. nowy właściciel Stanisław Szczeniowski (1710–1775), podczaszy trembloweski, sędzia grodzki żytomierski, starosta trechtymirowski odbudował zamek, który jednak spalili Hajdamacy w 1751 roku. Po tych wydarzeniach Szczeniowski, na ostrowiu rzeki Dniepr, zbudował kolejny, otoczony wodą zameczek. Pozostałości zamku na górze widoczne były jeszcze w XIX w. Miejsce, w którym stał określano jako Iwanhora, od imienia króla Jana.